# 斜め屋敷の犯罪
『斜め屋敷の犯罪』（ななめやしきのはんざい）は、1982年に発表された島田荘司の推理小説。代表作である『占星術殺人事件』に続く御手洗潔シリーズの第2作である。
本作品は、傾けて建てられた西洋館で起こる連続密室殺人をテーマとした作品で、のちの綾辻行人による「異形建築もの」（館シリーズ）の先駆的傑作である。前作『占星術殺人事件』と同様に「読者への挑戦状」が挿入されている。
『週刊文春』が推理作家や推理小説の愛好者ら約500名のアンケートにより選出した「東西ミステリーベスト100」の国内編で、本作品は1985年版で42位に、2012年版では21位に選出されている。

## あらすじ
宗谷岬のはずれのオホーツク海を見下ろす高台に建てられた「流氷館」は、3階建ての西洋館と円筒形の塔がわざと傾けられており、それゆえ土地の人からは「斜め屋敷」と呼ばれていた。
この館で開かれたクリスマス・パーティーに、館のオーナーで、ハマー・ディーゼル会長の浜本幸三郎と末娘の英子、取引先のキクオカ・ベアリング社長の菊岡栄吉とその秘書兼愛人の相倉クミ、同社重役の金井道男と妻の初江、菊岡のおかかえ運転手の上田一哉、英子の甥の浜本嘉彦、医大生の日下瞬とその友人の戸飼正樹、執事の早川康平とその妻で家政婦の千賀子、コックの梶原春男が集まる。
その夜中の1時過ぎ、3階の1号室で相倉クミが叫び声を上げる。窓の外で、青黒い皮膚をした少し髭のある頬に火傷のような傷跡のある顔が彼女の部屋を覗き込んでいたというのだ。しかし、幸三郎や英子たちは夢でも見たのだろうと片づけてしまう。
その翌朝、菊岡の運転手の上田が朝食に起きてこない。上田の泊まっている2階の10号室だけはドアが館の外に面しており、日下が外を回って起こしに行くが返事がなく、部屋には中から鍵がかかっていた。全員が館の外に出て10号室に向かう途中、骨董品室にあるはずのゴーレムと呼ばれる等身大の人形が、手足と首をバラバラにされて雪の上に横たわっており、その後、10号室のドアを体当たりで破ると、中では運転手の上田が、心臓の上から登山ナイフを深々と突き立てられて殺されていた。
すぐに警察が呼ばれ、関係者の事情聴取が行われるが、関係者全員に死亡推定時刻の0時から0時半までの間のアリバイはなく、ただの運転手に過ぎない上田を殺す動機を持ちそうな者に誰も思い至らず、また、密室の謎も解けないままであった。
さらに刑事たちが館に泊まり込んだその翌朝、地下の14号室の菊岡が背中に登山ナイフを深々と突き立てられて殺されているのが見つかる。この部屋には中から3つの鍵がかけられており、地下のため窓もなく、上田の部屋よりもさらに厳重な密室となっている。
解決の糸口がまったくつかめない警察は、東京に応援を要請すると、占い師の御手洗潔とその助手の石岡和己がやってくる。到着した早々、御手洗はゴーレムが犯人だと指摘し、人形に服を着せ帽子も被せて、あきれ返る一同を前にしてこれ以上誰も死ぬことはないと宣言する。
にもかかわらず、密室の13号室で登山ナイフを心臓の上から突き立てられた医大生の日下が、瀕死の状態で発見される。壁には「私は、浜本幸三郎に復讐する。近いうちあなたは自分の最も大事なもの、すなわち生命を失う。」と記された紙がピンで留められていた。

## 登場人物

### 流氷館の住人
浜本幸三郎
ハマー・ディーゼル会長、流氷館の主人。68歳。
浜本英子
幸三郎の末娘。23歳。
早川康平
住み込み運転手兼執事。50歳。
千賀子
その妻、家政婦。44歳。
梶原春男
住み込みのコック。27歳。

### 招待客
菊岡栄吉
キクオカ・ベアリング社長。65歳。
相倉クミ
菊岡の秘書兼愛人。22歳。
上田一哉
菊岡のおかかえ運転手。30歳。
金井道男
キクオカ・ベアリング重役。47歳。
初江
その妻。38歳。
日下瞬
慈恵医大生。26歳。
戸飼正樹
東大生。24歳。
浜本嘉彦
慶応大学1年生、幸三郎の兄の孫。19歳。

### 警察官など
牛越佐武郎
札幌署、部長刑事。
尾崎
同、刑事。
大熊
稚内署警部補。
阿南
同、巡査。
御手洗潔
占星術師。
石岡和己
その友人。